# Holmer Green
Martin Claus Holmer Green, född 9 september 1875 i Köpenhamn, död 5 mars 1931, var en dansk journalist, börskommissarie och direktör för Danmarks Nationalbank.
Fadern var telegrafist. Green blev student 1893 och knöts vid starten 1896 till veckobladet Københavns Børs-Tidende (heter numera Dagbladet Børsen), vars redaktör han blev 1901. Han gifte sig 1901 med Johanne Frederikke Nielsen och tog juridisk ämbetsexamen 1903. Hendrik Stein blev 1902 hans kollega som redaktör för Børsen som under denna tid utvecklades till dagblad. De två drev även ett bankföretag 1911-1918. Green frånträdde redaktörstjänsten och var 1919-1920 börskommissarie, blev 1920 bankinspektör och ledamot av landstinget (konservativ) och 1923 direktör för Danmarks Nationalbank.